# Onthophagus tuckonie
Onthophagus tuckonie är en skalbaggsart som beskrevs av Matthews 1972. Onthophagus tuckonie ingår i släktet Onthophagus och familjen bladhorningar. Inga underarter finns listade i Catalogue of Life.